# Trichoferus lunatus
Trichoferus lunatus är en skalbaggsart som först beskrevs av Szallies 1994.  Trichoferus lunatus ingår i släktet Trichoferus och familjen långhorningar. Inga underarter finns listade i Catalogue of Life.